# Mohammad Bin Dabbas
Mohammed Bin Dabbas là một vận động viên thể dục dành cho người khuyết tật đến từ Các Tiểu vương quốc Ả Rập Thống nhất, chủ yếu thi đấu ở các sự kiện ném hạt F34.
Mohammed đã thi đấu môn ném đĩa ở cả Thế vận hội Mùa hè 2000 và 2004, giành huy chương đồng trong Thế vận hội năm 2004. Anh cũng tham gia Thế vận hội Mùa hè 2008 tại Bắc Kinh, thi đấu ở các môn ném đĩa, ném lao và ném búa nhưng không thể giành huy chương.